# Catherine Hayes
Catherine Hayes, de casada Catherine Bushnell, (Limerick, 25 d'octubre de 1818 - Londres, 11 d'agost de 1861) va ser una soprano irlandesa mundialment famosa de l'època victoriana. Segons el Daily Express de Londres, "Hayes era la 'Madonna ' del seu temps; era l'equivalent operístic del segle XIX de l'estrella del pop més famosa del món".

## Biografia

### Joventut a Limerick i educació a Dublín i París (1818–1845)
Hayes va ser batejat el 8 de novembre de 1818 a la catedral de Santa Maria, Limerick. Va néixer al 4 Patrick Street, Limerick, filla d'una humil família anglesa-irlandesa. El seu pare era el músic Arthur Williamson Hayes, que va abandonar la família el 1823. Catherine Hayes, que tenia cinc anys quan el pare va marxar, va créixer en un entorn molt pobre amb la seva mare, Mary Carroll, i la seva germana. Mary Carroll i Arthur Williamson Hayes s'havien casat el 18 de gener de 1815 a l'església de St Michael de Limerick. Van tenir quatre fills: Henrietta, Charles, Catherine i William, que van ser batejats a la catedral de Santa Maria, Limerick.
El 1838, el seu talent vocal va atraure l'atenció d'Edmund Knox, el bisbe de Limerick de l'Església d'Irlanda. Edmund Knox residia a prop del comte de Limerick, i va sentir a Hayes cantant casualment al jardí del darrere, i va quedar molt impressionat pel to de la seva veu. Va encarregar-se d'organitzar un finançament perquè Hayes tingués una formació vocal a Limerick. Després Hayes va fer actuacions privades per a l'Ascendència Protestant local.
El bisbe Knox va demanar consell a la família Pigott a Dublín, que va recomanar a Hayes que estudiés amb el cantant, compositor i director d'orquestra Antonio Sapio a Dublín. Es van aconseguir fons per permetre a Hayes estudiar a Dublín amb Sapio, des de l'1 d'abril de 1839 fins a l'agost de 1842. Hayes, als vint anys d'edat, va marxar amb la seva mare cap a Dublín l'1 d'abril de 1839 per començar la seva formació. Es van quedar amb el seu tutor a la seva residència al número 1 de Percy Place.
La seva primera aparició va tenir lloc el 3 de maig de 1839 al concert anual de Sapio al teatre benèfic de recaptació de fons de l'Hospital Rotundo de Dublín (ara Gate Theatre), en un duet amb Antonio Sapio cantant "O'er shepard pipe" de l'òpera Joan of arc de Michael Balfe.
El 15 de gener de 1840, va cantar acompanyada del seu professor a la seva Limerick natal a les grans sales de Swinburn sota el patrocini del bisbe Knox. El 5 de febrer va tenir una segona actuació a Swinburns, assistida per George Frederick Handel Rogers. Va actuar amb freqüència a Dublín, i aviat va elevar els seus honoraris a deu guinees per concert.
Un dels esdeveniments més importants de la jove carrera de Hayes va tenir lloc a principis de 1841, quan va ser convidada a cantar en un altre concert a Dublín, patrocinat per J.P. Knight al Long Rooms de Rotundo. L'estrella de la vetllada va ser el cèlebre virtuós pianista hongarès, Franz Lizst, llavors només amb 29 anys, en la seva primera gira per les illes britàniques.
Luigi Lablache, un molt important baix buffo del segle xix, estava de visita a Dublín l'agost de 1841. El tutor de Hayes, Sapio, li va parlar del talent de Hayes. Lablache va acceptar sentir-la cantar i va quedar molt impressionat, recomanant a continuació a Sapio que Hayes estudiés amb el professor de cant més rellevant d'Europa, l'espanyol Manuel Garcia, a París.
Després d'escoltar a Ernesta Grisi i Giovanni Mario en Norma el 6 de setembre de 1841, va decidir sortir a l'escenari de la lírica. Es va organitzar doncs un concert a Limerick per ajudar a la recaptació dels fons addicionals necessaris per estudiar a l'estranger. Hayes va cosir els diners que havia guanyat a la seva enaigua abans de marxar a París amb la seva mare el 12 d'octubre de 1842.
En arribar a París, van anar a viure a l'apartament d'Osborne a la Rue St. George al districte 9, on vivien molts artistes, músics i escriptors. La seva estada aquí va ser organitzada pel bisbe Knox, que coneixia la família Osborne, i Osborne era mestre de cor de la catedral de Santa Maria. Osborne va donar la benvinguda a Hayes a París i es va convertir en una amiga de tota la vida que més tard participaria en alguns dels seus concerts.
Manuel Garcia tenia el seu estudi a la plaça número 6 d'Orleans, a poca distància de l'apartament d'Osborne. Va estudiar amb Garcia des d'octubre de 1842 fins al març de 1844. Va fer amplis estudis sobre exercicis vocals i va aprendre a parlar francès durant aquest temps.

### Formació continuada i primeres actuacions a Milà, Marsella, Viena i Venècia (1845–1848)
A Milà es va convertir en l'alumne de Felice Ronconi i, gràcies a la intervenció de Giuseppina Grassini, va ser contractada per l'Òpera Italiana de Marsella, on el 10 de maig de 1846 va fer la seva primera aparició a l'escenari com Elvira de I puritani de Vincenzo Bellini i va ser aplaudida amb entusiasme.
Després del seu retorn a Milà, va continuar els seus estudis amb Ronconi, fins que Morelli, el director de La Scala de Milà, li va oferir un contracte. Va debutar el 4 de novembre de 1845 amb Linda di Chamounix de Gaetano Donizetti, amb un èxit aclaparador: el públic la va fer sortir a rebre aplaudiments dotze vegades. La seva veu s'havia convertit ara en una soprano de la més dolça qualitat i de bons aguts. Les notes superiors eren límpides, i com una campana de plata ben afinada. Els seus tons greus eren els més bonics que s'havien sentit mai en una soprano real, i el seu trinat era notablement bo. Va ser una actriu commovedora en tots els seus papers. Era alta, amb una figura fina i gràcil en els seus moviments. Poc després de l'actuació de Hayes a La Scala, Giuseppe Verdi es va interessar per ella pensant en una de les seves noves òperes.
Va romandre a Milà durant la tardor de 1845 i el carnaval de 1846, i va interpretar els personatges de Lucia di Lammermoor de Donizzetti (un paper en el qual esdevindria la intèrpret més sol·licitada de l'època), Zora de Mosè a Egitto, Desdèmona i Amina. Més tard, el 1846, va cantar a Viena i la primera nit del carnaval de 1847 va aparèixer a Venècia en una òpera composta per a ella per Malespino, un noble, titulada Albergo di Romano. De tornada a Viena, va participar en Estella di Murcia, escrita expressament per a ella el 1846 per Federico Ricci.

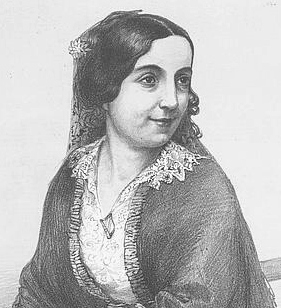
Catherine Hayes durant la seva gira per Austràlia

#### Espectacles a Londres, Dublín i Roma (1849–1851)
Després d'una gira per les ciutats italianes, Hayes va tornar a Anglaterra el 1849, quan Delafield la va contractar per a la temporada amb un sou de 1.300 lliures. El 10 d'abril va debutar al Covent Garden amb Linda di Chamounix, sent rebuda amb molta calidesa.
Al final de la temporada, el juny de 1849, va cantar davant la reina Victòria al Palau de Buckingham. "Després d'una vetllada de música italiana, la reina va demanar un bis. Catherine, amb un somriure entremaliat, segons es diu, va cantar la bonica cançó de la rebel·lió irlandesa, Kathleen Mavourneen".
El 5 de novembre de 1849 va aparèixer en un concert ofert per la Dublin Philharmonic Society, i després al Theatre Royal, Dublín, com a Lucia. Aquella nit el paper d'Edgardo estava tan mal interpretat que es va produir un rebombori, i John Sims Reeves, un dels espectadors, va substituir el cantant que ho feia.
Sota la direcció de Lumley, Catherine Hayes va interpretar a Lucia al Her Majesty's Theatre de Londres el 2 d'abril de 1850, però per causa de problemes de salut i d'altres causes, va oferir poques actuacions més durant la resta de la temporada.
Al carnaval de Roma de 1851 es va comprometre al Teatro Apollo de Roma, on va actuar a Maria di Rohan de Donizetti durant dotze nits, rebent el diploma de l'Acadèmia de Santa Cecilia. De Roma va tornar a Londres, on durant la temporada de 1851 va ser protagonista de la sala de concerts i de les actuacions de la Sacred Harmonic Society, cantant els oratoris de Händel, Haydn i Mendelssohn.

#### Actuaciones a les Amèriques (1851–1853)
Va sortir d'Anglaterra el setembre de 1851 i va cantar per primera vegada a Nova York el 23 d'aquell mes, per consell de William Avery Bushnell de Connecticut, un agent electoral i antic gerent del "Swedish Nightingale". Jenny Lind va perdre 3.000 lliures i va donar a Bushnell la gestió de la seva gira. Hayes també va actuar a Boston, Toronto, Filadèlfia, Washington DC, Charleston, Savannah, Nova Orleans i quaranta-cinc llocs més, incloses les ciutats fluvials del Mississipi. Hayes "va conèixer presidents, estadistes i líders empresarials al llarg del camí".
P.T. Barnum va patrocinar la gira d'Hayes per Califòrnia, on va ser anunciada com "El cigne irlandès" i "The Hibernian Prima Donna". Va cantar a San Francisco des del novembre de 1852 fins al maig de 1853, on els seus honoraris eren de mitjana 650 lliures al mes; els miners d'or "semicivilitzats" van fer una oferta de fins a 1150 lliures per escoltar-la cantar".
El diari Far West News va escriure sobre el seu debut a l'American Theatre de San Francisco l'any 1852 que "llargs i forts van ser els crits i aplaudiments que van saludar la seva entrada... Hayes va recollir una vegada i una altra el testimoni entusiasta, i una vegada i una altra el públic va aplaudir i aplaudir... Va ser mentre es trobaven davant dels llums dels peus, enmig de la tempesta d'aplaudiments, que els nostres ciutadans van veure per primera vegada la senyoreta Catherine Hayes... La senyoreta Hayes té uns trenta anys. És una persona graciosa, semblant a una reina, d'alçada mitjana, amb una cara ovalada clara. Els seus trets són regulars, els cabells castanys brillants, els ulls blaus i la seva cara té una expressió intel·lectual sense gaire animació. Vesteix amb gust, i les seves maneres són perfectament fàcils i autònomes; la seva gesticulació adequada i gràcil".
Durant la primavera de 1853, Hayes va fer una gira per Califòrnia Gold Country. Ella "va visitar molts campaments miners, i fins i tot va provar la seva mà amb l'or". El diari Nevada Journal del comtat de Nevada, Califòrnia, va escriure sobre la seva actuació a l'Alta Theatre de Grass Valley, Califòrnia, el 18 d'abril de 1853 que la veu de Hayes "va esclatar en notes de dolçor i harmonia molt fascinants. L'emoció del públic va augmentar fins a un punt furiós, sens dubte amb la ratificació orgullosa que havien escoltat, per una vegada en la vida, la veu que havia despertat l'admiració del món occidental". El carrer Kate Hayes a Grass Valley porta el nom de la cantant.
Hayes va marxar de Califòrnia cap a Amèrica del Sud, i després de visitar les principals ciutats (incloses Lima, Valparaíso i Santiago) es va embarcar cap a Austràlia.

#### Actuacions a Oceania i Àsia (1854–1856)

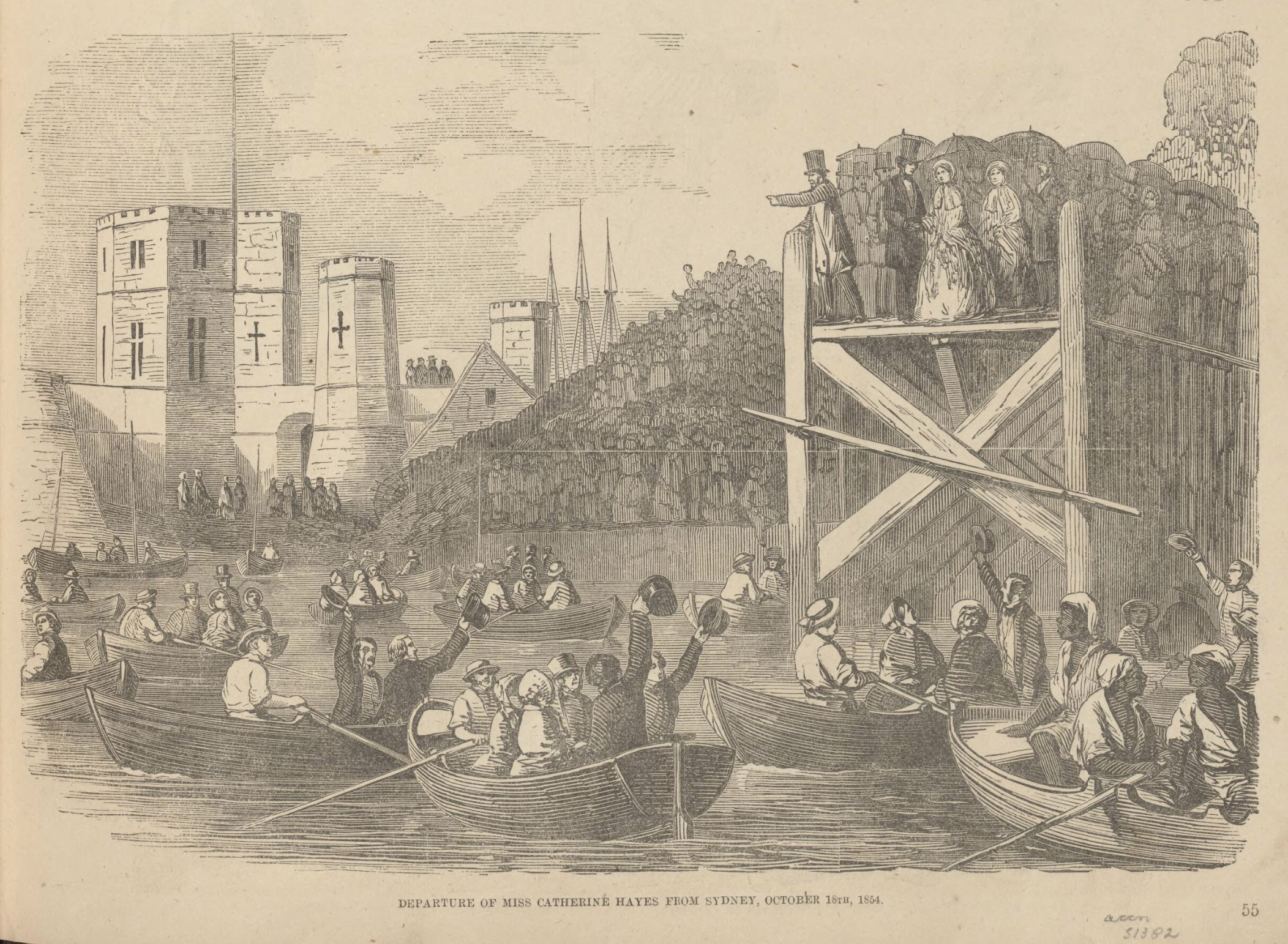
Catherine Hayes sortint de Sydney el 18 d'octubre de 1854

Hayes va oferir concerts a les illes Sandwich (les actuals Illes Hawaii), i va arribar a Sydney el gener de 1854. La seva arribada a Sydney va provocar "una emoció sense precedents en els registres teatrals d'aquesta colònia". La seva actuació al Victoria Theatre  del 3 d'octubre de 1854 va ser rebuda amb entusiasme; a més de la seva actuació operística, el públic de Sydney va apreciar molt les seves interpretacions de balades com ara "Home, Sweet Home" i "Oh, Steer My Bark to Erin's Isle". El 18 d'octubre de 1854, el jutge Sir Roger Therry va declarar que Hayes seria recordada pels habitants de Sydney amb "admiració, respecte i estima". Hayes va donar els beneficis del seu darrer concert a Sydney a l'asil de nens desemparats.
El diari The Age va qualificar el primer concert de Hayes al Queen's Theatre de Melbourne com "un gran esdeveniment de la nostra història local". Després d'una gira per Geelong i Adelaida, va marxar cap a Calcuta, on va desembarcar el gener de 1855 i va actuar per a l'exèrcit colonial britànic allí establert. A causa de la mala situació econòmica de Calcuta, va marxar a Batavia (l'actual Jakarta) i Singapur abans de tornar a Austràlia, on va tornar a actuar a Sydney i Melbourne.

### Vida posterior (1856–1861)

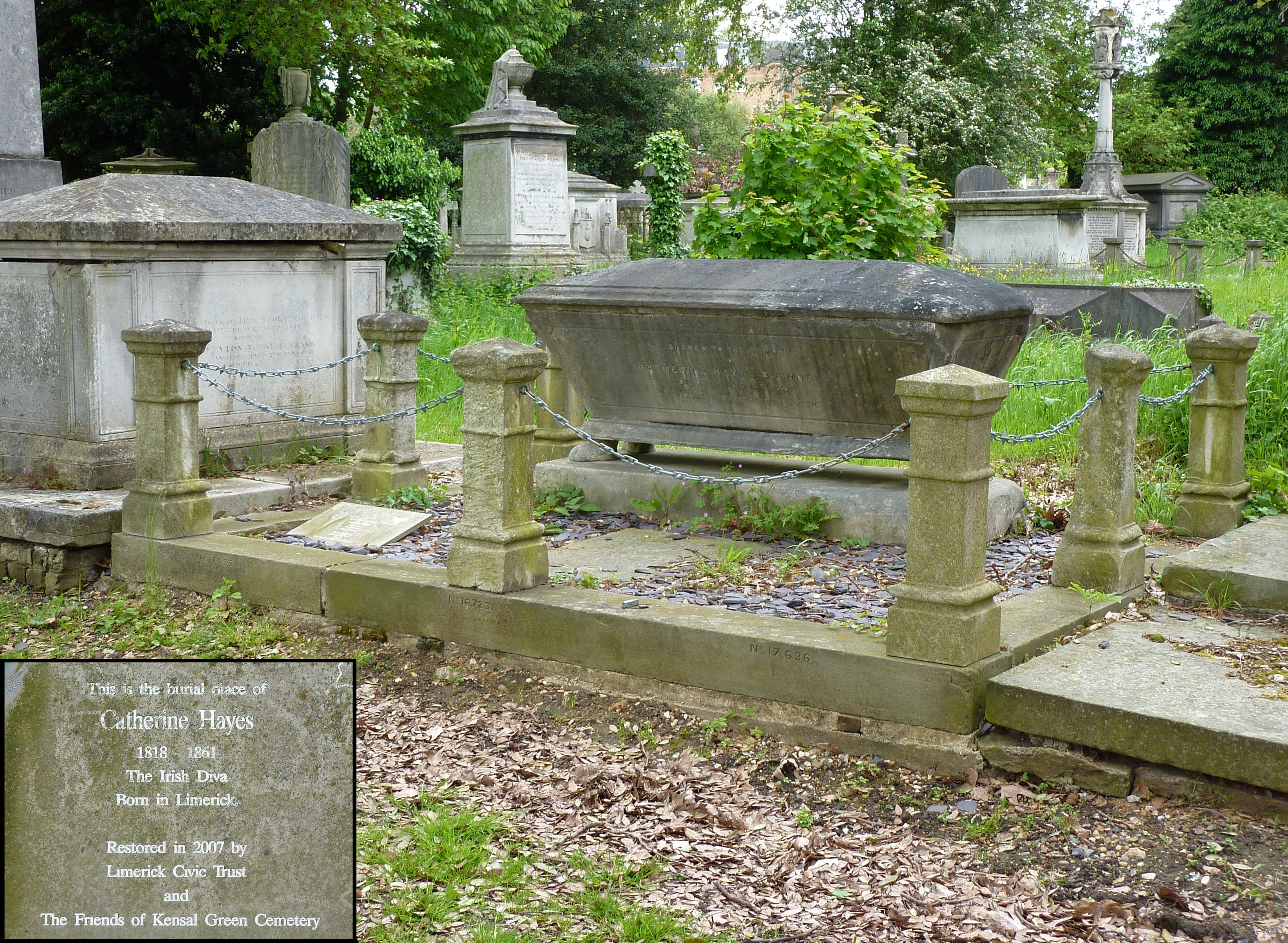
La tomba de Catherine Hayes al cementiri Kensal Green, Londres, fotografiada el 2014

Va tornar a Anglaterra l'agost de 1856, després d'una absència de cinc anys. Aquell any, va perdre 27.000 dòlars pel fracàs de Saunders & Brennon de San Francisco.
El 8 d'octubre de 1857, a St. George's, Hanover Square, es va casar amb William Avery Bushnell. Va aparèixer als concerts dels Proms al Her Majesty's Theatre el 1857, cantant balades, la branca de l'art en què residia el seu poder més gran, sent molt aplaudida. Aviat el seu marit va caure malalt, morint a Biarritz, França, el 2 de juliol de 1858, als 35 anys. Després de la mort del seu marit, Hayes va participar en concerts a Londres i a les ciutats rurals.
La cantant va morir a la casa d'un amic, Henry Lee, a Roccles, Upper Sydenham, Kent, l'11 d'agost de 1861, i va ser enterrada al cementiri Kensal Green el 17 d'agost. El seu testament es va donar a conèixer el 26 d'agost, per una fortuna inferior a les 16.000 lliures.